# Believers Never Die – Greatest Hits
Believers Never Die – Greatest Hits ist das erste Kompilationsalbum der US-amerikanischen Pop-Rock-Band Fall Out Boy. Es erschien im deutschsprachigen Raum am 27. November 2009 bei Island Records und ist die letzte Veröffentlichung der Band vor ihrer Auszeit im Jahre 2010.

## Entstehung
Der Großteil der Titel stammt aus den bereits vorher veröffentlichten Alben der Band, mit Alpha Dog und From Now on We Are Enemies wurden allerdings auch zwei neue Songs für das Album aufgenommen. Mit Yule Shoot Your Eye Out und Growing Up wurden des Weiteren zwei vorher unveröffentlichte Songs als Bonus-Material auf der CD veröffentlicht. Außerdem existiert eine Deluxe-Version, die neben der CD eine DVD enthält, auf der Kommentare der Band und Bonusmaterial enthalten sind. Für die Singleauskopplung Alpha Dog wurde ein Musikvideo veröffentlicht, das aus einem Zusammenschnitt von alten Musikvideos und Videos von Tourneen besteht.
Das Album wurde am 17. November 2009 in den USA veröffentlicht, am 27. November 2009 erschien es im deutschsprachigen Raum.

## Titelliste
1. Dead on Arrival – 3:16
2. Grand Theft Autumn/Where Is Your Boy – 3:12
3. Saturday – 3:38
4. Sugar, We’re Goin Down – 3:51
5. Dance, Dance – 3:01
6. A Little Less Sixteen Candles, a Little More "Touch Me" – 2:50
7. This Ain’t a Scene, It’s an Arms Race – 3:33
8. Thnks fr th Mmrs – 3:28
9. The Take Over, the Breaks Over – 3:35
10. I’m Like a Lawyer with the Way I’m Always Trying to Get You Off (Me & You) – 3:35
11. Beat It (feat. John Mayer) – 3:49
12. I Don’t Care – 3:39
13. America’s Suitehearts – 3:41
14. What a Catch, Donnie – 4:57
15. Alpha Dog – 3:42
16. From Now on We Are Enemies – 3:36
17. Yule Shoot Your Eye Out – 3:41
18. Growing Up – 2:56

## Rezensionen
Von Musikkritikern wurde das Album gemischt bewertet, meistens blieben die Bewertungen aber durchschnittlich.
Eine sehr positive Bewertung erhielt das Album von Allmusic. Kritiker Stephen Thomas Erlewine schreibt über das Album, dass Fall Out Boy mit der Zusammenstellung zeige, dass sie aus dem Mainstream-Rock des Jahrzehnts nicht wegzudenken seien. Als Gesamtbewertung vergibt er 4,5 von 5 möglichen Sternen.
Deborah Katona von Laut.de vertritt eine andere Meinung. Sie meint, dass bei der Songauswahl zu viel Wert auf die Massentauglichkeit gelegt wurde und dadurch die Stärken der Band verloren gehen. Dadurch wirke das Album auf sie zu dröge und langweilig. Sie vergibt als Benotung nur 2 von 5 Sternen.
Plattentests.de bewertet das Album mit 6 von 10 Punkten durchschnittlich. Kritiker Sven Cadario schreibt zu dem Album, dass die Platte nichts für echte Rock-Fans wäre, die Songs aber sonst sehr eingängig seien, auch wenn sie musikalisch nicht sehr hochwertig sind.
Matthias Reichel von cdstarts.de vergibt 5 von 10 Punkten und meint zu dem Album, dass eine Veröffentlichung eines Best-Of-Albums unnötig sei und deshalb nur für neue Fans der Band tauge.

## Kommerzieller Erfolg

### Chartplatzierungen
Im Vergleich zu anderen Alben von Fall Out Boy erreichte das Album nur niedrigere Chartplatzierungen. Die höchste Platzierung wurde in Australien erreicht, wo das Album auf Platz 25 der Charts einstieg und sich zwei Wochen hielt. In den USA hielt sich das Album eine Woche in den Charts und konnte Platz 77 erreichen. Auch in den britischen Charts war das Album für eine Woche vertreten, konnte dort allerdings nur Platz 88 erreichen. Auch in Irland kam das Album in die Charts, schaffte es dort aber nur auf Platz 79.
| ChartsChartplatzierungen       | Höchstplatzierung | Wochen |
| ------------------------------ | ----------------- | ------ |
| Vereinigte Staaten (Billboard) | 77 (40 Wo.)       | 40     |
| Vereinigtes Königreich (OCC)   | 88 (1 Wo.)        | 1      |

### Auszeichnungen für Musikverkäufe
| Land/Region                  | Auszeichnungen für Musikverkäufe (Land/Region, Auszeichnung, Verkäufe) | Verkäufe |
| ---------------------------- | ---------------------------------------------------------------------- | -------- |
| Australien (ARIA)            | Gold                                                                   | 35.000   |
| Neuseeland (RMNZ)            | Gold                                                                   | 7.500    |
| Vereinigtes Königreich (BPI) | Platin                                                                 | 300.000  |
| Insgesamt                    | 2× Gold · 1× Platin ·                                                  | 342.500  |